# Greenwich (Londres)
Pour les articles homonymes, voir Greenwich.
Greenwich (prononcé [ɡɹɪnɪdʒ] en anglais) est un quartier situé à Londres, sur la rive sud de la Tamise. Elle donne son nom au borough londonien (London borough) de Greenwich comprenant également les quartiers de Charlton, Eltham, Plumstead, Thamesmead et Woolwich. La ville est plus connue pour son histoire maritime et a donné son nom au méridien de Greenwich (longitude 0°) et au temps moyen de Greenwich.

## Histoire

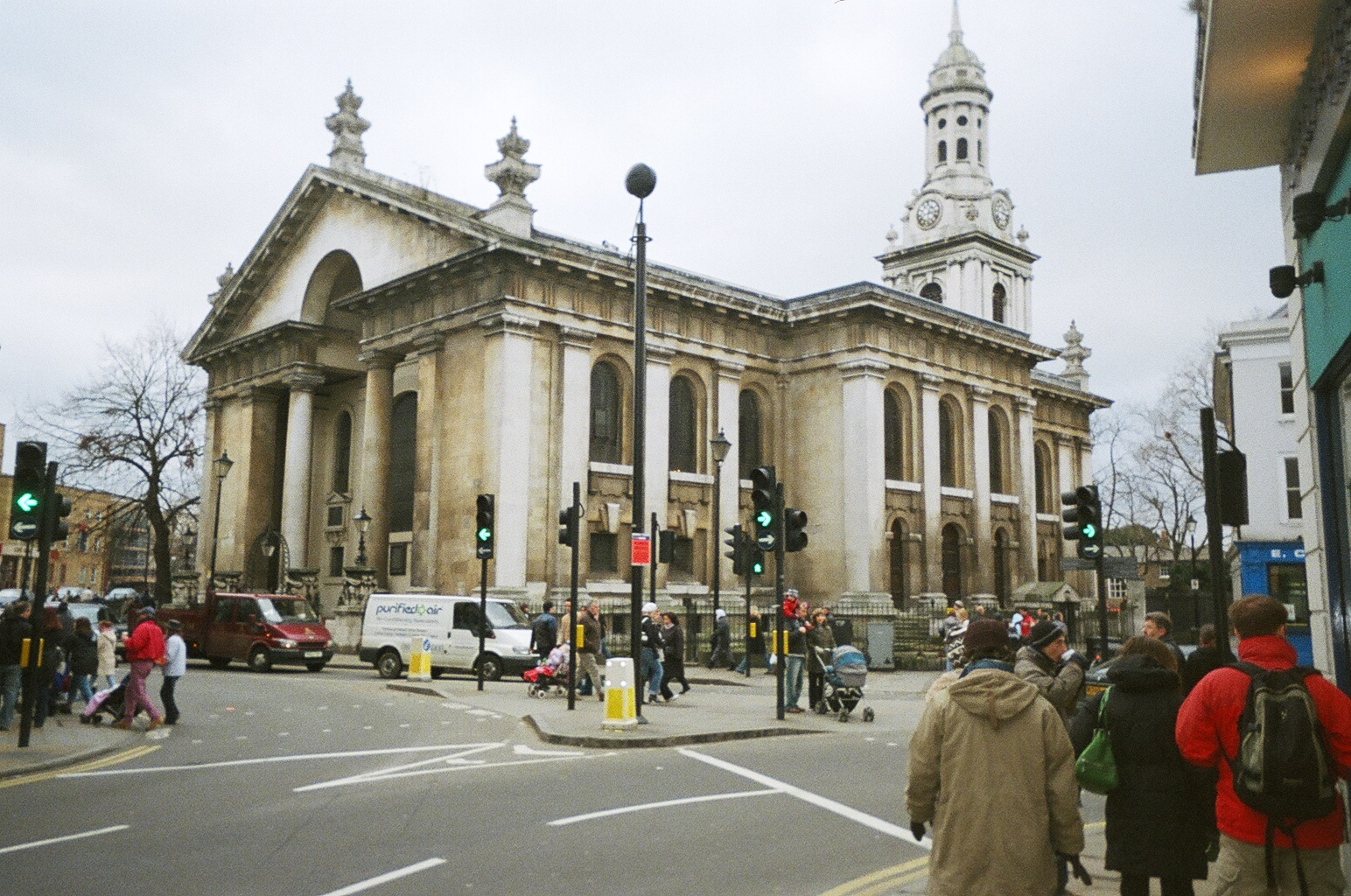
L'église Saint-Alfège de Greenwich.

Au début du XIe siècle, l'archevêque de Cantorbéry Alphège fut capturé par les vikings à Greenwich, y fut lynché en 1012 et fut canonisé ultérieurement. Le site de son martyre est aujourd'hui occupé par l'église Saint-Alfège, l'église paroissiale de la ville, qui fut rebâtie par Nicholas Hawksmoor en 1714.
À partir du XVe siècle, la ville devint l'emplacement du palais royal de Placentia et fut le lieu de naissance d'un grand nombre de membres de la famille des Tudor, dont Henri VIII et Élisabeth Ire.
Le palais tomba dans un état de délabrement durant la Première révolution anglaise (English Civil War) et fut reconstruit sous le nom de Royal Naval Hospital for Sailors (Hôpital Naval Royal pour Marins) par sir Christopher Wren et son assistant Nicholas Hawksmoor. Ces bâtiments devinrent en 1873, le Royal Naval College, et restèrent en tant que tels pour l'enseignement militaire jusqu'en 1998, lorsqu’ils furent transmis à la Greenwich Foundation. Les pièces historiques à l'intérieur des bâtiments restent ouvertes au public ; les autres bâtiments sont utilisés par l'université de Greenwich et l'école de musique de Trinity.
Au XVIIe siècle, la ville est devenue une station touristique populaire avec la construction de nombreuses maisons grandioses, telles que le château Vanbrugh établi sur Maze Hill, près du parc.
Durant la période georgienne des lotissements ont été construits au-dessus du centre-ville.

Greenwich dans la peinture
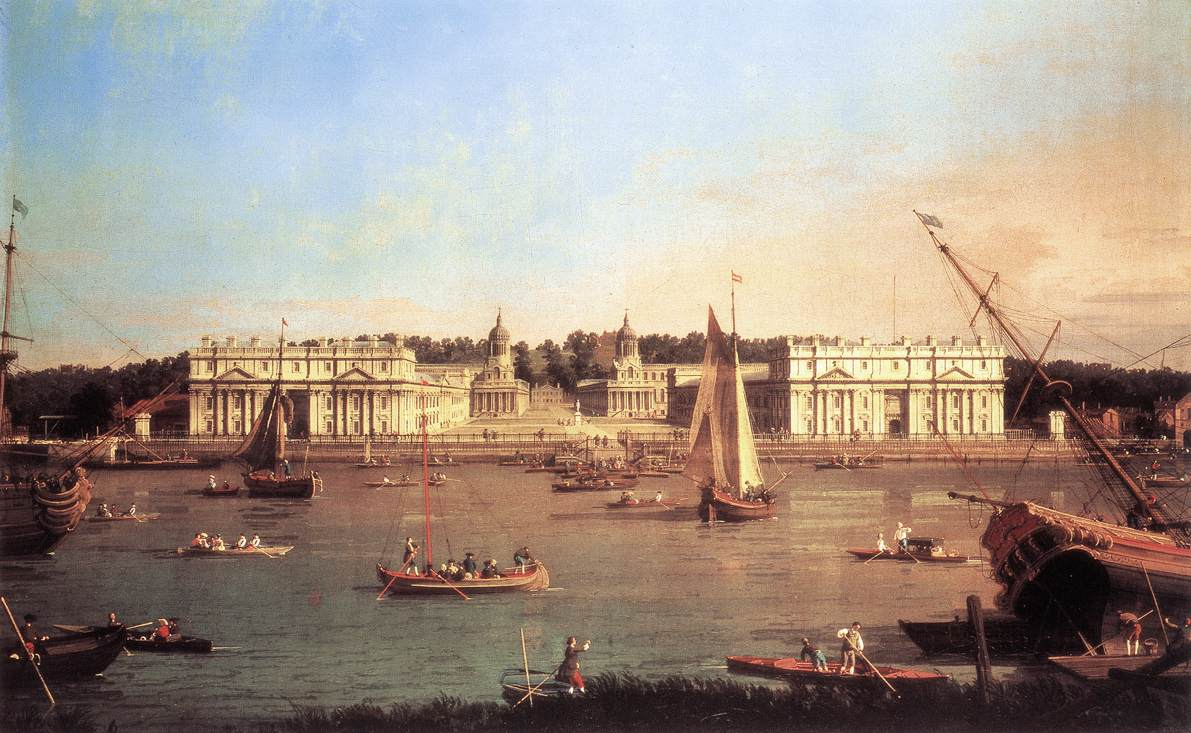
Hôpital de Greenwich de la rive nord de la Tamise, Canaletto, 1750-1752, National Maritime Museum[1].
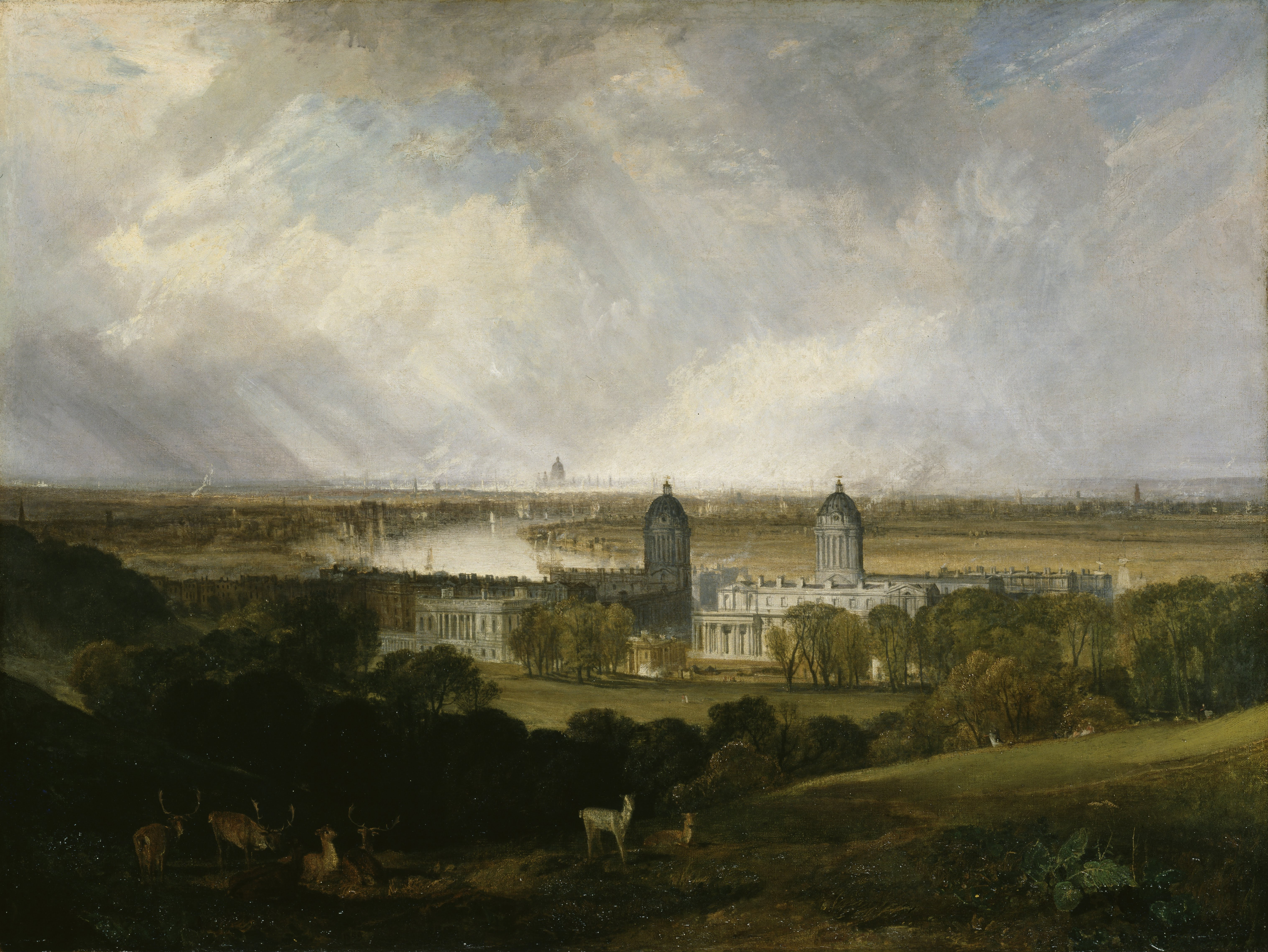
Londres vue du parc de Greenwich William Turner, 1809, Tate Britain, Londres[2].

Les liaisons maritimes de Greenwich ont été célébrées au XXe siècle, avec l'inauguration du Cutty Sark et du Gipsy Moth IV à côté du front fluvial et du National Maritime Museum dans les anciens bâtiments du Royal Hospital School en 1934. Greenwich fait partie du Kent jusqu'en 1889 lorsque le comté de Londres fut créé.

## Étymologie
Le nom de lieu « Greenwich » est attesté pour la première fois dans une charte anglo-saxonne de 918, où il apparaît sous le nom de Gronewic. Il est enregistré sous le nom de Grenewic en 964 et sous le nom de Grenawic dans la Chronique anglo-saxonne de 1013. Il s'agit de Grenviz dans le Domesday Book de 1086 et de Grenewych dans le Taxatio Ecclesiastica de 1291. Le nom signifie « zone artisanale verte », indiquant que Greenwich était ce qu'on appelle une ville ou un emporium, du latin « vicus ».

## Maritime Greenwich

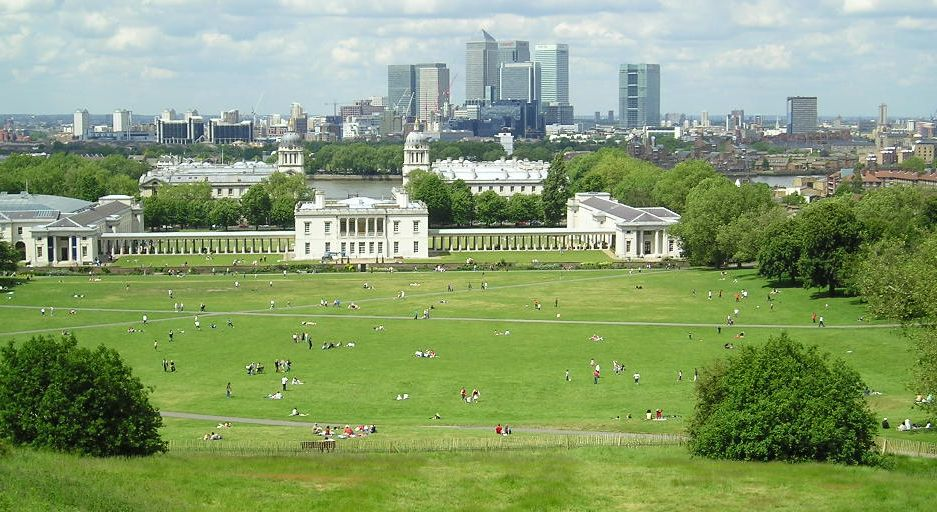
Le parc royal et le musée maritime vus de l'Observatoire.

Cette ville est particulièrement célèbre pour plusieurs monuments situés dans la partie dite « maritime » et inscrite au patrimoine mondial par l'UNESCO. Dans cette partie se trouvent :
- l'Observatoire royal de Greenwich situé dans le Greenwich Park, par lequel passe le méridien de Greenwich. L'heure moyenne de Greenwich (GMT pour UTC), longtemps calculée par l'Observatoire, fut à partir du XIXe siècle la référence des fuseaux horaires, avant d'être remplacée par le temps universel coordonné (UTC) qui a conservé pour origine ce fuseau.
  - Autour de l'Observatoire, le parc royal.
  - Au pied de la colline de l'Observatoire et près de la Tamise, un palais royal, le National Maritime Museum.
- Sur le quai, deux bateaux sont en cale sèche :
  - le Cutty Sark, ancien navire assurant des liaisons commerciales avec la Chine (thé) et l'Australie (laine) au XIXe siècle.
  - le voilier « Gipsy Moth IV » à bord duquel Francis Chichester fit le tour du monde en solitaire.

## Transport
Le site est desservi par une ligne du Docklands Light Railway (DLR) à la station Cutty Sark. Il est aussi accessible par voie fluviale et est un but d'excursion touristique depuis le centre de Londres. Le nord du site est aussi accessible par le tunnel piéton de Greenwich depuis le sud de l'Île aux Chiens.

## O2 Arena
Au nord de Greenwich, se trouve l'O2 Arena (autrefois Millennium Dome, construit pour les célébrations à 2000).

## Personnalités
L'acteur Dominic Cooper est né à Greenwich le 2 juin 1978. Il est apparu dans les films Mamma Mia ! et sa suite Mamma Mia! Here We Go Again ainsi que dans Captain America: First Avenger.
L'actrice Vanessa Redgrave a vu le jour dans ce quartier le 30 janvier 1937. Elle a incarné la reine d'écosse Marie Stuart dans le film Marie Stuart, reine d'Écosse.

## Jumelage
- Tema (Ghana)
- Reinickendorf (Allemagne)
- Maribor (Slovénie)